# Gymnometriocnemus nitidulus
Gymnometriocnemus nitidulus är en tvåvingeart som först beskrevs av Frederick Askew Skuse 1889.  Gymnometriocnemus nitidulus ingår i släktet Gymnometriocnemus och familjen fjädermyggor. Inga underarter finns listade i Catalogue of Life.